# گلیدن موردن
گلیدن موردن (به انگلیسی: Guilden Morden) یک روستا و محله مدنی در بریتانیا است که در کمبریج‌شر جنوبی واقع شده‌است. گلیدن موردن ۹۲۹ نفر جمعیت دارد.